# 페트르 스보보다 (1966년)
페트르 스보보다(체코어: Petr Svoboda, 1966년 2월 14일~)는 체코의 아이스하키 선수로 현역 시절 포지션은 수비수이다. 체코슬로바키아 아이스하키 리그의 HC 리트비노프에서 선수 생활을 시작했으며, 내셔널 하키 리그(NHL)의 카나디앵 드 몽레알, 버펄로 세이버스, 필라델피아 플라이어스, 탬파베이 라이트닝 소속으로 활약했다. 그는 NHL에서 1028 경기를 뛰면서 체코 선수로는 최초로 NHL 1000경기 이상 뛴 선수가 되었다. 또한 1986년에는 몽레알 소속으로 스탠리 컵 우승을 달성했다.
1998년에 체코 아이스하키 국가대표팀의 일원으로 1998년 동계 올림픽에서 금메달을 획득했다.